# Prix Sproing
Les prix Sproing sont deux prix de bande dessinée remis annuellement par le Norsk Tegneserieforum depuis 1987 récompensant pour l'un une bande dessinée publiée originellement en norvégien, pour l'autre un album traduit en norvégien. Le prix pour le meilleur album domestique est la principale récompense de la bande dessinée norvégienne.

## Prix Sproing de la meilleure bande dessinée norvégienne
Ce prix n'a pas été remis en 2008. Le prix est remis pour une bande dessinée publiée l'année précédente.
| Année | Bande dessinée récompensée                                   | Auteur(s)                            |
| ----- | ------------------------------------------------------------ | ------------------------------------ |
| 1987  | Drama i Bayern                                               | Tor Bomann-Larsen                    |
| 1988  | Troll t. 1                                                   | Arild Midthun (d)                    |
| 1988  | Troll t. 1                                                   | Terje Nordberg (s)                   |
| 1988  | En fettsugers bekjennelser                                   | Christopher Nielsen                  |
| 1989  | UR et Rummpfftillfftooo? no 3                                | Christopher Nielsen                  |
| 1990  | Solruns saga t. 1 : Nattlys                                  | Bjørn Ousland (d)                    |
| 1990  | Solruns saga t. 1 : Nattlys                                  | Eirik Ildahl (s)                     |
| 1991  | Kristina av Tunsberg                                         | Morten Myklebust (d'après Kåre Holt) |
| 1992  | Ridderne av Dor t. 1 : Hjertets knekt                        | InkaLill                             |
| 1993  | De knyttede never                                            | Steffen Kverneland                   |
| 1994  | Kongens mann                                                 | Siri Dokken (d)                      |
| 1994  | Kongens mann                                                 | Baard Enoksen (s)                    |
| 1995  | Lomma full av regn                                           | Jason                                |
| 1996  | Ridderne av Dor t. 4 : Lovens bokstav                        | InkaLill                             |
| 1997  | « Tore Hund », dans Forresten no 4                           | Tore Strand Olsen                    |
| 1998  | Alt for Norge                                                | Frode Øverli                         |
| 1999  | Våre venner menneskene: Angsten eter sjelen                  | Karine Haaland                       |
| 2000  | Dis-moi quelque chose (Si meg en ting dans Mjau Mjau no 10)  | Jason                                |
| 2001  | Histoire sans titre dans Forresten no 9                      | Odd Henning Skyllingstad             |
| 2002  | Downs Duck                                                   | Ronny Haugeland                      |
| 2003  | Julespesial                                                  | Frode Øverli                         |
| 2004  | Olaf G.                                                      | Steffen Kverneland                   |
| 2004  | Olaf G.                                                      | Lars Fiske                           |
| 2005  | Uflaks                                                       | Christopher Nielsen                  |
| 2006  | Seks sultne menn                                             | Bendik Kaltenborn                    |
| 2007  | Nebelgrad Blues t. 3                                         | Sigbjørn Lilleeng                    |
| 2008  | Non décerné                                                  | Non décerné                          |
| 2009  | Soft City                                                    | Pushwagner                           |
| 2010  | Bendik Kaltenborn vous veut du bien (Serier som vil deg vel) | Bendik Kaltenborn                    |
| 2011  | Hrmf!                                                        | Sindre W. Goksøyr                    |
| 2012  | Lunch                                                        | Børge Lund                           |
| 2013  | Drabant                                                      | Mikael Noguchi (d)                   |
| 2013  | Drabant                                                      | Øyvind Holen (d)                     |
| 2014  | Donald Duck : Le Noël des orphelines (Kampen om jula)        | Arild Midthun (d)                    |
| 2014  | Donald Duck : Le Noël des orphelines (Kampen om jula)        | Tormod Løkling (s)                   |
| 2014  | Donald Duck : Le Noël des orphelines (Kampen om jula)        | Knut Nærum (s)                       |
| 2015  | Krüger og Krogh : Brennpunkt Oslo                            | Ronald Kabíček                       |
| 2015  | Krüger og Krogh : Brennpunkt Oslo                            | Endre Skandfer                       |
| 2015  | Krüger og Krogh : Brennpunkt Oslo                            | Bjarte Agdestein                     |
| 2016  | Automobilfabrikken Fiske                                     | Lars Fiske                           |
| 2017  | Smørbukk                                                     | Håkon Aasnes                         |
| 2018  | Radio Gaga (en), dans Pondus (no) no 3/17                    | Øyvind Sagåsen                       |
| 2019  | Nemi no 6                                                    | Lise Myhre                           |
| 2020  | Dunce                                                        | Jens Kjartan Styve                   |
| 2021  | Værskjære                                                    | Thore Hansen                         |
| 2022  | Intet nytt fra hjemmefronten : Foreldreskapet                | Therese G. Eide                      |
| 2023  | Kollektivet                                                  | Torbjørn Lien                        |

## Prix Sproing de la meilleure bande dessinée étrangère
Le prix n'a pas été décerné en 2008.
| Année | Bande dessinée récompensée (titre norvégien)                                                      | Auteur                     | Nationalité        |
| ----- | ------------------------------------------------------------------------------------------------- | -------------------------- | ------------------ |
| 1987  | Donald Duck : Périple perse (Donald Duck i det gamle Persia dans Gullbok no 4)                    | Carl Barks                 | États-Unis         |
| 1988  | Calvin & Hobbes (Tommy & Tigern)                                                                  | Bill Watterson             | États-Unis         |
| 1989  | Batman: The Killing Joke (Batman : Det glade vanvidd)                                             | Brian Bolland (d)          | Royaume-Uni        |
| 1989  | Batman: The Killing Joke (Batman : Det glade vanvidd)                                             | Alan Moore (s)             | Royaume-Uni        |
| 1990  | Les Compagnons du crépuscule vol. 1-3 (Skumringens venner 1-3)                                    | François Bourgeon          | France             |
| 1991  | Donald Duck : Retour à Xanadu (Tilbake til Xanadu dans Donald Duck & Co no 13)                    | Don Rosa                   | États-Unis         |
| 1992  | Valhalla (Valhall t. 6 : Frøyas smykke)                                                           | Peter Madsen               | Danemark           |
| 1993  | Maus                                                                                              | Art Spiegelman             | États-Unis         |
| 1994  | Blue Italian Shit (« Blå Italienske Greier », dans Fidus)                                         | Daniel Clowes              | États-Unis         |
| 1995  | The Curse of Madame "C" (« Madame Qs forbannelse » dans Larsons gale verden)                      | Gary Larson                | États-Unis         |
| 1996  | Sandman : La Maison de poupée (Sandman : Dukkehuset)                                              | Neil Gaiman                | Royaume-Uni        |
| 1997  | Donald Duck : Le Trésor de Marco Polo (Marco Polos skatt dans Donald Duck & Co no 27)             | Carl Barks                 | États-Unis         |
| 1998  | Bone : La Forêt sans retour (Bone : Flukten fra Boneville)                                        | Jeff Smith                 | États-Unis         |
| 1999  | Dessin sans titre dans Larsons gale verden no 4                                                   | Quino                      | Argentine          |
| 2000  | Blueberry : Geronimo l'Apache                                                                     | Jean Giraud                | France             |
| 2000  | Bone : La Grande Course (Bone : Det store kuveddeløpet)                                           | Jeff Smith                 | États-Unis         |
| 2001  | Rocky (Rocky dans Pondus no 1-4)                                                                  | Martin Kellerman           | Suède              |
| 2002  | Ghost World                                                                                       | Daniel Clowes              | États-Unis         |
| 2003  | Jésus de Nazareth (Menneskesønnen)                                                                | Peter Madsen               | Danemark           |
| 2004  | La Ligue des gentlemen extraordinaires vol. 2 ( League of Extraordinary Gentlemen, vol. 2)        | Kevin O'Neill (d)          | Royaume-Uni        |
| 2004  | La Ligue des gentlemen extraordinaires vol. 2 ( League of Extraordinary Gentlemen, vol. 2)        | Alan Moore (s)             | Royaume-Uni        |
| 2005  | Persepolis                                                                                        | Marjane Satrapi            | France/ Iran       |
| 2006  | Le Chat du rabbin (Rabbinerens katt)                                                              | Joann Sfar                 | France             |
| 2007  | L'Ascension du Haut Mal (Epileptisk)                                                              | David B.                   | France             |
| 2009  | From Hell                                                                                         | Eddie Campbell (d)         | Royaume-Uni        |
| 2009  | From Hell                                                                                         | Alan Moore (s)             | Royaume-Uni        |
| 2010  | Monsieur Jean                                                                                     | Dupuy-Berberian            | France             |
| 2011  | Jimmy Corrigan                                                                                    | Chris Ware                 | États-Unis         |
| 2012  | Bêtes de somme (Hundevakta)                                                                       | Jill Thompson (d)          | États-Unis         |
| 2012  | Bêtes de somme (Hundevakta)                                                                       | Evan Dorkin (s)            | États-Unis         |
| 2013  | Putain de guerre ! (Skyttergravskrigen)                                                           | Jacques Tardi              | France             |
| 2014  | Chroniques de Jérusalem (Opptegnelser fra Jerusalem)                                              | Guy Delisle                | Canada ( Québec)   |
| 2015  | Le Journal de mon père (Min fars dagbok)                                                          | Jirō Taniguchi             | Japon              |
| 2016  | L'Arabe du futur (Fremtidens araber)                                                              | Riad Sattouf               | France             |
| 2017  | Amulet (Amuletten)                                                                                | Kazu Kibuishi              | États-Unis / Japon |
| 2018  | Spirou : Le Groom vert-de-gris (Sprint : Operasjon flaggermus)                                    | Olivier Schwartz (d)       | France             |
| 2018  | Spirou : Le Groom vert-de-gris (Sprint : Operasjon flaggermus)                                    | Yann (s)                   | France             |
| 2019  | Tex Willer Kronologisk i farger no 43 : Indianernes hevn                                          | Giovanni Ticci (it) (d)    | Italie             |
| 2019  | Tex Willer Kronologisk i farger no 43 : Indianernes hevn                                          | Giovanni Luigi Bonelli (s) | Italie             |
| 2020  | Les Vieux Fourneaux (Gamle Gubber)                                                                | Paul Cauuet (d)            | France             |
| 2020  | Les Vieux Fourneaux (Gamle Gubber)                                                                | Wilfrid Lupano (s)         | France             |
| 2021  | Lille Berlin, dans Lunch                                                                          | Ellen Ekman                | Suède              |
| 2022  | Dans les yeux de Lya t. 3 : Un coupable intouchable (I Lyas øyne t. 3 : Skyldig, men uangripelig) | Justine Cunha (d)          | France             |
| 2022  | Dans les yeux de Lya t. 3 : Un coupable intouchable (I Lyas øyne t. 3 : Skyldig, men uangripelig) | Carbone (s)                | France             |
| 2023  | Zelda, dans Pondus                                                                                | Lina Neidestam             | Suède              |

## Autres prix Sproing

### Débutant de l'année
Ce prix, nommé « Årets debutant » en norvégien, a été remis de 2003 à 2010. Il n'a pas été remis en 2008.
| Année | Bande dessinée récompensée | Auteur(s)           |
| ----- | -------------------------- | ------------------- |
| 2003  | Antiklimaks. Kråkene       | Siri Pettersen (no) |
| 2004  | Samlivstrøbbel og sirkus   | Bjørn Sortland (no) |
| 2004  | Samlivstrøbbel og sirkus   | Øyvind Torseter     |
| 2005  | Travaux divers             | Astrid Hansen (no)  |
| 2006  | Hitler, Jesus og farfar    | Lene Ask (no)       |
| 2007  | Bli verden                 | Gunnar Wærness (no) |
| 2009  | Båter mot bølgene          | Esben Titland (no)  |
| 2010  | Kunsten å knyte en knute   | Andrew Page (no)    |

### Open
Ce prix, nommé « Åpen klasse » en norvégien, a été remis de 2009 à 2011.
| Année | Bande dessinée récompensée | Auteur(s)          |
| ----- | -------------------------- | ------------------ |
| 2009  | Zofies verden (no)         | Grethe Nestor (no) |
| 2009  | Zofies verden (no)         | Norunn Schjerven   |
| 2010  | Kanon 3                    | Steffen Kverneland |
| 2010  | Kanon 3                    | Lars Fiske         |
| 2011  | Fagprat                    | Flu Hartberg (no)  |